# Klingerbäcktjärnen
Klingerbäcktjärnen är en sjö i Vilhelmina kommun i Lappland och ingår i Ångermanälvens huvudavrinningsområde. Sjön har en area på 0,0462 kvadratkilometer och ligger 606,1 meter över havet. Klingerbäcktjärnen ligger i Gitsfjället Natura 2000-område.

## Delavrinningsområde
Klingerbäcktjärnen ingår i det delavrinningsområde (720376-147693) som SMHI kallar för Ovan Satsbäcken. Medelhöjden är 690 meter över havet och ytan är 25,56 kvadratkilometer. Räknas de 12 avrinningsområdena uppströms in blir den ackumulerade arean 118,9 kvadratkilometer. Satsån som avvattnar avrinningsområdet har biflödesordning 2, vilket innebär att vattnet flödar genom totalt 2 vattendrag innan det når havet efter 355 kilometer. Avrinningsområdet består mestadels av skog (58 procent), sankmarker (29 procent) och kalfjäll (13 procent). Avrinningsområdet har 0,05 kvadratkilometer vattenytor vilket ger det en sjöprocent på 0,2 procent.